# Chronicles of Crime
Chronicles of Crime ist ein App-unterstütztes und kooperatives Detektiv-Brettspiel des Spieleautors David Cicurel für eine bis vier Personen, bei dem die Spieler in jedem Szenario einen Kriminalfall aufklären müssen. Das Spiel erschien 2018 auf Englisch und Französisch nach einer kickstarter-Kampagne bei Lucky Duck Games. Im deutschsprachigen Raum wird es von Corax Games vertrieben, die das Spiel nach einer erfolgreichen Kampagne über die Spieleschmiede aufgelegt haben.

## Thema und Ausstattung
Bei dem Spiel geht es den Spielern darum, Kriminalfälle aufzuklären. Dabei müssen sie in jedem Szenario einen Fall aufklären, indem sie Hinweise und Ergebnisse von Befragungen kombinieren. Wenn die Spieler genug Hinweise haben, können sie versuchen, den Fall durch Beantworten mehrerer Fragen zu lösen.
Das Spielmaterial besteht neben der Spielanleitung aus:
- einem Spielplan für die Auslage der Hinweise,
- 17 Ortstafeln,
- 4 forensische Kontakte (Kriminologe, Wissenschaftlerin, Hacker und Arzt)
- 52 Hinweis- und Sonderkarten,
- 55 Charakterkarten

Hinzu kommt eine Mobile App, die auf einem Smartphone oder einem Tablet genutzt wird (Minimum Android 4.4 oder iOS 8.0), und ohne die Chronicles of Crime nicht gespielt werden kann. Zusätzlich kann eine 3D-Brille verwendet werden, um sich in der App am Smartphone Tatorte in Virtual Reality anzusehen.

## Spielweise

### Vorbereitungen
Zur Vorbereitung des Spiels legen die Spieler den Spielplan in die Tischmitte und platzieren daneben die Orte, die Charaktere und die Sondergegenstände. Alle Hinweise werden offen ausgelegt und die forensischen Kontakte werden unter den Spielern aufgeteilt. Der mit dem Haus-Symbol gekennzeichnete Ort Scotland Yard wird unter den Spielplan gelegt.
Nach dem Aufbau des Spiels starten die Spieler die App und wählen ein Szenario (oder das Tutorial) aus, das sie spielen wollen.

### Spielweise
Bei Chronicles of Crime gibt die App die wesentlichen Spielzüge und Besonderheiten des jeweiligen Szenarios vor, mit dem sich die Mitspieler als Ermittler beschäftigen. Sie bekommen einen Ort des Geschehens vorgegeben, zu dem sie reisen und den sie sich mithilfe der App anschauen. Sie scannen zudem Charaktere, Beweisstücke und weitere Orte ein, denen sie im Laufe des Spiels begegnen. Dabei können sie Charaktere befragen, die Hinweise zu anderen Charakteren und Beweisstücken geben können. Wenn sie Beweise einscannen, erfahren sie mehr Details zu diesen. Zudem können sie ihre forensischen Kontakte über Personen und Gegenstände befragen.
Alle Orte, Charaktere und Gegenstände werden erst dann benötigt, wenn sie in der App ausdrücklich verlangt werden. Neue Orte, Charaktere, Hinweise und Gegenstände werden auf die jeweiligen Ablagefelder des Spielplans oder auf den Ortskarten abgelegt. Bei manchen Orten ermöglicht es die App, nach Hinweisen zu suchen. In diesem Fall können sich die Spieler den Ort in der App entweder in einer 360°-Panorama-Ansicht oder mithilfe der 3D-Brille ansehen. Ein Spieler hat jeweils 40 Sekunden Zeit und beschreibt seinen Mitspielern die Szene, damit diese nach den entsprechenden Hinweisen suchen können. Nach der Suche scannen die Mitspieler die Hinweise und die App gibt an, ob es darunter für den Fall relevante Hinweise gibt. Zusätzliche Informationen erhalten die Spieler zudem, wenn sie Hinweise durch ihre forensischen Kontakte untersuchen lassen.
Während des Spiels wird die benötigte Zeit anhand der Aktivitäten der Spieler abgerechnet. Dabei werden für jeden gescannten Gegenstand, jeden Verdächtigen, und jeden untersuchten Tatort 5 Minuten veranschlagt, jeder Ortswechsel kostet zudem 20 Minuten.

### Spielende
Wenn die Spieler davon ausgehen, dass sie den Fall lösen können, gehen diese an ihren Startort zurück und können dort ihrem Vorgesetzten Bericht erstatten. Dieser stellt ihnen eine Reihe von Fragen, die sie anhand ihres Materials beantworten müssen. Nach der Befragung bekommen die Spieler eine Bewertung, die von den Antworten und der benötigten Zeit abhängt. Sie können danach eine Aufklärung anfordern, die das korrekte Ergebnis für das Szenario wiedergibt.

## Entwicklung und Ausgaben
Das Spiel Chronicles of Crime wurde von dem Spieleautor David Cicurel entwickelt und erschien 2018 nach einer kickstarter-Kampagne auf Englisch und Französisch bei Lucky Duck Games. Im deutschsprachigen Raum wird es von Corax Games vertrieben, die das Spiel nach einer erfolgreichen Kampagne über die Spieleschmiede aufgelegt haben. Zudem wurde es auf Niederländisch (999 Games), Russisch (Hobby World), 'Spanisch (Last Level), Polnisch (Fox Games), Italienisch (uplay.it edizioni) und Koreanisch (Korea Boardgames) veröffentlicht.
In der Basisversion sind neben dem Tutorial die Szenarien Die Graue Eminenz (3-Fall-Szenario), Der Fluch der Pharaonen und Keine Rose ohne Dornen spielbar. Zusätzlich können die Szenarien Geheimbericht, In Teufels Küche, Blut am weißen Kragen, Vampire im Nebel und Alice im London-Land als In-App-Käufe aktiviert werden, weitere sind in Arbeit (Stand Juli 2020). Ebenfalls 2018 (bzw. 2019 in der deutschen Version) erschienen als Erweiterungen Chronicles of Crime: Willkommen in Redview und Chronicles of Crime: Noir. Die Erweiterungen teilen sich bspw. einige Hinweiskarten mit dem Basisspiel, haben aber grundsätzlich eigenständige Charakter- und Ortskarten sowie zusätzliche Hinweiskarten.
2021 wird eine Millenium-Serie des Spiels veröffentlicht, die aus drei Einzelspielen 1400, 1900 und 2400 besteht und ebenfalls im Rahmen einer Kickstarter-Kampagne finanziert wurde.

## Belege
1. 1 2 3 4 5 6 7 8  Spieleanleitung Chronicles of Crime, Corax Games 2018
2. ↑  Chronicles of Crime auf kickstarter; abgerufen am 27. Januar 2019.
3. ↑  Versionen von Chronicles of Crime in der Spieledatenbank BoardGameGeek (englisch); abgerufen am 27. Januar 2019.
4. ↑  Chronicles of Crime - The Millennium Series. Abgerufen am 21. Dezember 2020.